# Мерет

Зображення єгипетської богині Мерет

Мерет (Мерт) — богиня танців, музики та співу в давньоєгипетській міфології.

## Міфологія
Богиню Мерет іноді вважали дружиною бога Ніла Хапі. Її ім'я означає «кохана». Мерет зображували у вигляді жінки, яка долонями відбиває такт. Над головою у Мерт зображували знак золота:
| S12 |

Коли вона грала роль дружини Хапі, її головний убір змінювався на блакитний лотос для Верхнього Єгипту або папірус для Нижнього Єгипту. Коли Мерет і Хапі зображували разом, Хапі був джерелом щедрості, а Мерет виступала як символічний одержувач його щедрості, яка приносила богові чашу.
Для людей нижчих класів врожай був найважливіший, тому там богиню Мерет у першу чергу вважали дружиною Хапі, і меншою мірою — захисницею Верхнього і Нижнього Єгипту. Для людей вищого статусу все було навпаки. Виступаючи в ролі божества, що приймає дари від Нілу, Мерет була тісно пов'язана з речами, які викликають відчуття насолоди в людей — це спів птахів і танці. Згідно з пізнішими текстами, таким як Книга воріт, Мерет була богинею восьмої години ночі.